# Cneo Genucio Augurino
Cneo o Gneo Genucio Augurino  (m. 396 a. C.) fue un político y militar romano del siglo IV a. C. perteneciente a la gens Genucia.

## Carrera pública
Obtuvo por primera vez el tribunado consular en el año 399 a. C., año en el que se celebró por primera vez en Roma un lectisternio. Junto con sus colegas, condujo la guerra contra los veyentes, faliscos y capenates. Tres años después fue reelegido para el mismo cargo y, con su colega Lucio Titinio Pansa Saco, condujo una nueva guerra contra faliscos y capenates, pero cayó en una emboscada y fue muerto en primera línea de batalla.